# Ararat (provins)
Ararat (armensk: Արարատի մարզ; IPA: ɑɾɑˈɾɑt;  udtale ?) er en af Armeniens ti provinser med administration i byen Artasjat. Provinsen har et areal på 2.096 km². I 2002 havde Ararat 252.665 indbyggere.
Provinsen er opkaldt efter det bibelske Ararats bjerg. Den grænser til Tyrkiet i vest og Nakhitsjevan, Aserbajdsjans autonome provins, i syd. Ararat omslutter den Aserbajdsjanske eksklave Karki, som har været under armensk kontrol siden den blev overtaget under Nagorno-Karabakh-krigen i maj 1992. I Armenien grænser Ararat til Armavir i nordvest, Kotajk i nord, Gegharkunik i øst, og Vajots Dzor i sydøst. Hovedstaden Jerevan grænses til i nord.
To af Armeniens tidligere hovedstæder befinder sig i nutidens Ararat: Artaksata og Dvin. Provinsen er også hjemsted til Khor Virap, klosteret hvor Gregor Lysbringeren var fængslet i 13 år. Det er også det punkt i Armenien, som er nærmest Araratbjerget.

## Etymologi
Ararat-provinsen er opkaldt efter den historiske provins Ajrarat i Kongeriget Armenien. Dette var en af 15 provinser i kongedømmet og en del af det armenske højland.
Selv ordet ararat (armensk: Արարատ) kommer fra det hebraiske navn på kongedømmet Urartu.

## Geografi
Ararat har et areal på 2.003 km² (7 % af Armeniens totalareal). Provinsen ligger i den østlige del Armenien. I nord grænser den til Armavir, Jerevan og Kotajk. I øst grænser den til Gegharkunik og Vajots Dzor. Iğdır-provinsen i Tyrkiet og i vest og syd grænses til Nakhitsjevan, som er en del af Aserbajdsjan.
Historisk set dækker den nuværende provins hovedsagelig dele af Vostan Hajots-området i Ajrarat-provinsen i Kongedømmet Armenien.
Provinsen ligger syd for Araratsletten, og er omringet af Jeranosbjergene i nord, samt flere andre bjergkæder i anden retninger, blandt andet Gegham, Dahnak, Mzhkatar og Urts. Vest for provinsen løber floden Araks. Jerakhbjergene ligger centralt i provinsen. Omkring 30 % af provinsen er sletter, mens resten er bjerge.
Det højeste bjerg i Ararat er Spitakasar, som er en del af Geghambjergene. Det er 2.560 meter højt, og er det næsthøjeste bjerg i Armenien. Det laveste punkt i provinsen ligger i Arrenes-dalen, og er 801 meter over havet.
Det løber fire større floder gennem provinsen Araks, Hrazdan, Azat og Vedi.

## Historie
Ararat var et af de tidligste steder i det armenske højland som blev befolket af mennesker. Artashat er en af de ældste byer i Armenien, og fungerede som hovedstaden i det armenske kongedømme under Artaksid-dynastiet. Den var da kendt som Vostan Hajots, da den blev grundlagt i starten af 176 f.Kr. Dvin, en anden by i Ararat, blev grundlagt i det fjerde århundrede f.Kr.
Efter at det armenske kongedømme ophørte i 428, blev regionen en del af Sasanideriket. I midten af det syvende århundrede blev regionen igen overtaget af Rashidun-kalifatet. I 775 gjorde de armenske prinser i regionen mod Abbasid-riget som da kontrollerede området. Oprøret, der mislykkedes, fandt sted i det som nu er Erciş.
Mod slutningen af det niende århundrede blev området uafhængigt igen, styret af bagratidene en del af Armenien. Mellem det ellevte og 15 . århundrede blev regionen invaderet af seldsjukkene, mongolerne, Ag Qoyunlu og Kara Koyunlu. I starten af det 16 . århundrede blev området overtaget af Safavidene, som var et persisk dynasti. Under den første halvdel af det 18. århundrede blev regionen en del af Erivan-khanatet, som igen var styret af Afsharid-dynastiet. Senere blev det styret af Qajar-dynastiet. Området forblev under persisk styre indtil det blev taget over af det russiske imperium i 1828. Efter at det russiske imperium kollapsede, og flere succesfulde slag mod tyrkerne i Sardarabad, Abaran, og Gharakilisa, blev Armenien uafhængigt, da som Den demokratiske republik Armenien, i maj 1918.
Efter to korte år med uafhængighed, blev Armenien en del af Sovjetunionen i december 1920 . Fra 1930 til 1995 var Ararat opsplittet i tre rajoner inden den armenske SSR: Masis rajon, Artashat rajon og Vedi rajon. i 1995 blev Armeniens 37 regioner reduceret til ti provinser, som førte til at de tre rajoner blev samlet til nutidens provins.

## Demografi
Ifølge den officielle folketælling i 2011 havde provinsen en befolkning på 260.367 (74.103 mænd og 133.146 kvinder), som er omkring 8,6 % af Armeniens befolkning. Bybefolkningen i provinsen er på 74.103, mens resten af befolkningen i provinsen, 186.264 mennesker, bor på landet. Den største by i provinsen er Artashat, som har en befolkning på 22.269.

## Økonomi
Siden Ararat befinder sig i det armenske højland, bidrager provinsen med 15 % af den landbrugsproduktionen i Armenien. Omkring 75 % (1.567 km²) af provinsens område er dyrkbar mark, og omkring 17,23 % af dette (270 km²) er pløjet. Ararat er Armeniens mest frugtbare provins. Den producerer druer, æbler, ferskner, samt pærer, meloner og auberginer i noget mindre omfang.

### Turisme
Klosteret Khor Virap er blandt et af de mest populære turistmål i Ararat. De urgamle bosætninger i Artaksata og Dvin er også populære blandt arkæologer.

## Uddannelse
I 2015-2016 semesteret havde Ararat 112 skoler. 107 af dem var under provinsadministrationen, mens fem er administreret direkte af Armeniens kundskabs- og videnskabdepartement. I slutningen af 2015 var der 31.457 studenter i provinsen.